# Estació de Port Fòrum
Port Fòrum, anteriorment anomenada Central Tèrmica del Besòs, és una estació de tramvia de les línies T4 i T6 de la xarxa del Trambesòs situada sobre l'avinguda d'Eduard Maristany al terme municipal de Sant Adrià de Besòs.
Al costat muntanya de la parada es troben les cotxeres del Trambesòs, connectada a la xarxa de tramvia mitjançant una via a cada extrem de l'estació.
Aquesta es va inaugurar el 8 de maig de 2004 amb el nom de Central Tèrmica del Besòs, fet que suposà la inauguració de la línia T4 i la posada en servei del traçat inicial del Trambesòs de 4,8 km i 10 parades de tramvia entre l'Estació de Sant Adrià i Glòries.
Quatre anys més tard, el 15 de juny de 2008 hi va arribar la línia T6 després que es posés en funcionament l'enllaç tramviari de la Mina, situat en direcció a l'estació de Can Llima (avui Campus Diagonal-Besòs). El 7 d'abril de 2015 s'efectua el canvi de nom a Port Fòrum, per la proximitat de l'estació al port esportiu i el seu creixent desenvolupament.

## Serveis ferroviaris
| Trambesòs                  |                       |       |                       |                        |
| Procedència/Destinació     | <                     | Línia | >                     | Procedència/Destinació |
| Verdaguer                  | Campus Diagonal-Besòs |       | Estació de Sant Adrià | Estació de Sant Adrià  |
| Ciutadella - Vila Olímpica | La Mina               |       | Estació de Sant Adrià | Estació de Sant Adrià  |